# Reynolds (Illinois)
Pour les articles homonymes, voir Reynolds.
Reynolds est un village situé en limite des comtés de Mercer et de Rock Island dans l'Illinois, aux États-Unis,. Il est incorporé le 22 janvier 1897.

## Démographie
Lors du recensement de 2010, le village comptait une population de 831 habitants. Elle est estimée, en 2016, à 799 habitants.

### Source de la traduction
- (en) Cet article est partiellement ou en totalité issu de l’article de Wikipédia en anglais intitulé « Reynolds, Illinois » (voir la liste des auteurs).